# せ
せ en hiragana ou セ en katakana sont deux kanas, caractères japonais qui représentent la même more. Ils sont prononcés /se/ et occupent la 14e place de leur syllabaire respectif, entre す et そ.

## Origine
L'hiragana せ et le katakana セ proviennent, via les man'yōgana, du kanji 世.

## Diacritiques
せ et セ peuvent être diacrités pour former ぜ et ゼ et représenter le son /ze/.

## Romanisation
Selon les systèmes de romanisation Hepburn, Kunrei et Nihon, せ et セ se romanisent en « se » et ぜ et ゼ en « ze ».

## Tracé
L'hiragana せ s'écrit en trois traits.

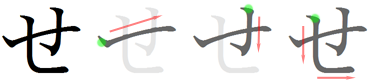
Ordre des traits pour せ.

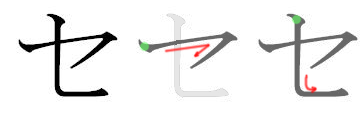
Ordre des traits pour セ.

1. Trait horizontal, de gauche à droite.
2. Trait vertical, coupant le premier sur sa droite, formant un crochet à gauche en fin de tracé.
3. Trait vertical, coupant le premier sur sa gauche, plus long que le second, se terminant par un trait horizontal.

Le katakana セ s'écrit en deux traits.
1. Trait horizontal, de gauche à droite, se terminant par un crochet à gauche.
2. Trait vertical, coupant le premier sur sa gauche, se terminant par un trait horizontal.

## Représentation informatique
- Unicode[1],[2] :
  - せ : U+305B
  - セ : U+30BB